# Vodní nádrž Mlýnice
Vodní nádrž Mlýnice (někdy nazývána Mlýnická přehrada) leží na Albrechtickém potoce, který je pravobokým přítokem říčky Jeřice, která se vlévá do Lužické Nisy. Nachází se na rozhraní katastrů obce Mníšek a Nová Ves u Chrastavy. Byla vybudována v letech 1904–06 souběžné s nedalekou přehradou Fojtka zbudovaném na stejnojmenném potoce (vzdálenost cca 2,5 km).

## Využití
Mlýnice slouží zejména k rybolovu. Neslouží jako koupaliště, i když koupání v ní není výslovně zakázané, leč voda je díky studenému klimatu a okolnímu lesnatému porostu i za parného léta značně studená a proto není na rozdíl od Fojtecké nádrže tak hojně navštěvována.

## Povodně v srpnu 2010

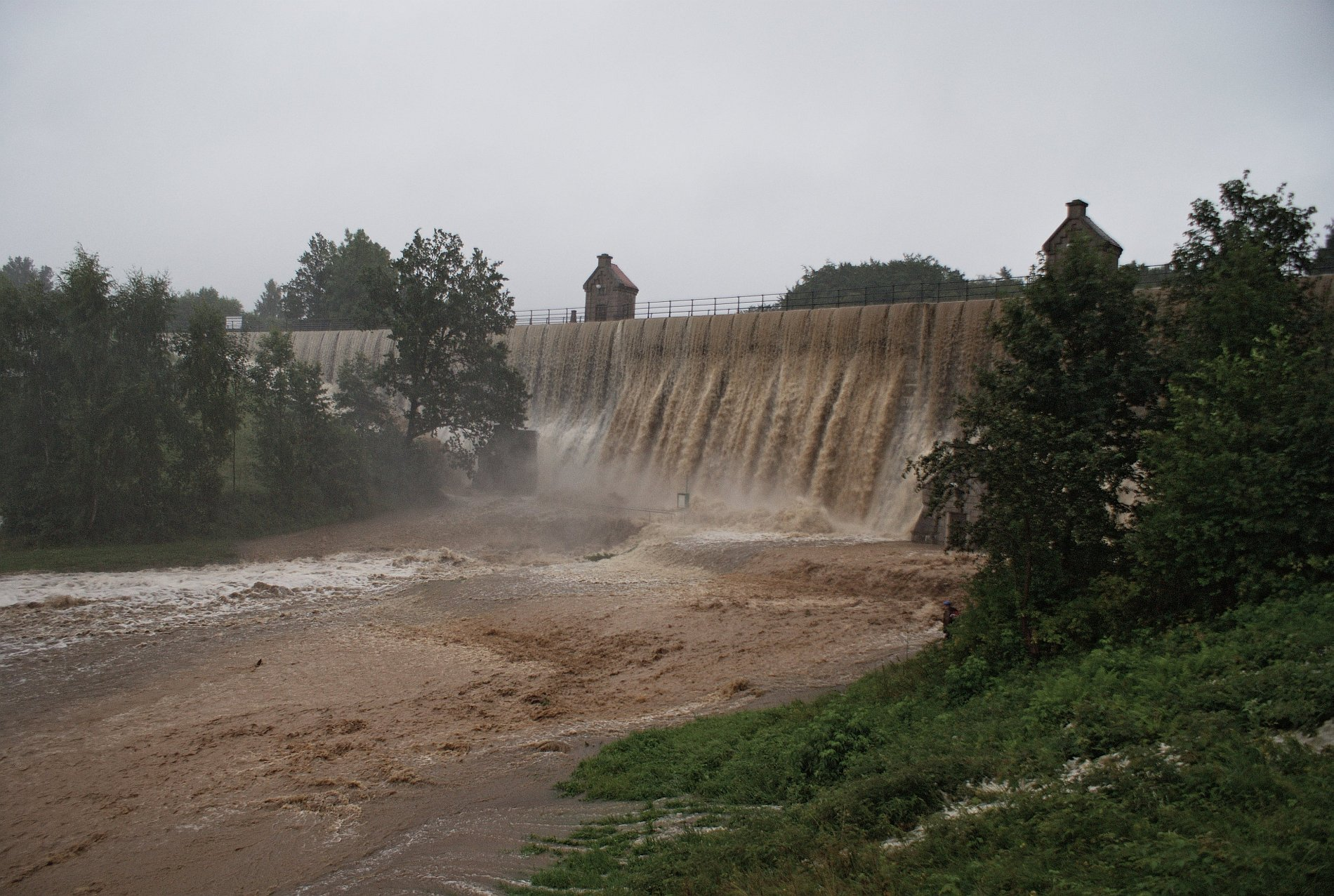
Přehrada při povodni 7. 8. 2010

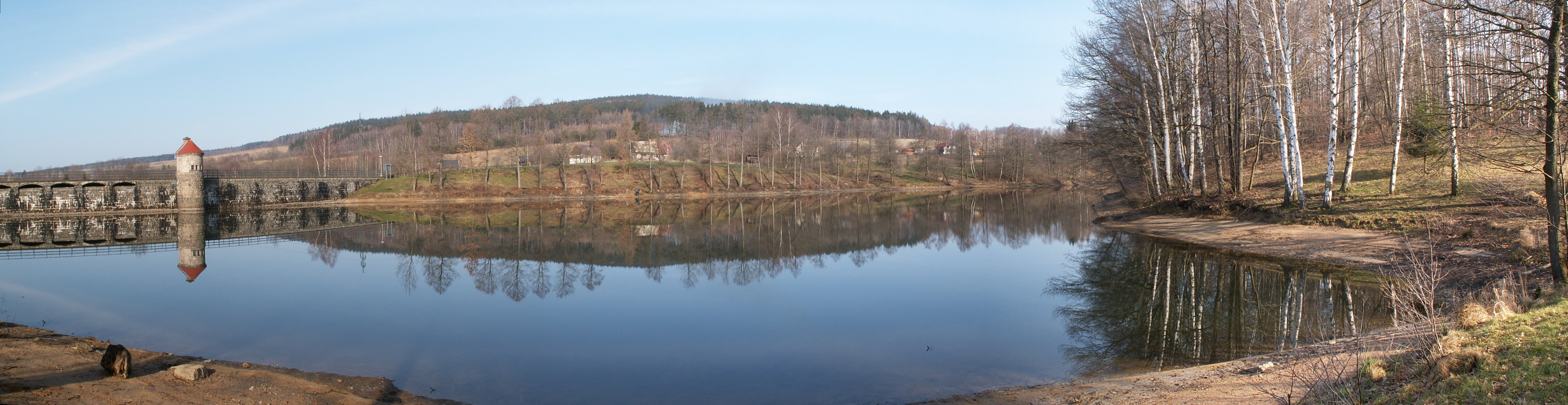
Vodní nádrž Mlýnice

Dne 7. srpna přehrada ustála povodeň. Přehrada však nestíhala odvádět vodu stavidly a vrchními přelivy a voda přetékající přes korunu hráze odplavila zeminu pod hrází, statika hráze zůstala neporušená.V roce 2011 a 2012 probíhaly opravné práce na hrázi.